# Solfuro di stronzio
Il solfuro di stronzio è un composto inorganico con formula SrS. Si presenta come un solido bianco e il composto è un intermedio nella conversione del solfato di stronzio, il principale minerale a base di stronzio chiamato celestite (o, più correttamente, celestina), in altri composti più utili.

## Produzione e reazioni
Il solfuro di stronzio è prodotto dalla tostatura di celestina con coke a 1100–1300 °C. Il solfato viene ridotto, rilasciando solfuro:
{\displaystyle {\ce {SrSO4 \ + \ 2C -> SrS \ + \ 2CO2}}}
Ogni anno vengono lavorate in questo modo circa 300.000 tonnellate di minerale. Sono note sia le fasi di solfuro luminose che quelle non luminose, essendo importanti le impurità, i difetti e i droganti.
Come previsto per un sale di solfuro di terra alcalina, il solfuro si idrolizza facilmente:
{\displaystyle {\ce {SrS\ +\ 2H2O->Sr(OH)2\ +\ H2S}}}
Per questo motivo, i campioni di SrS hanno un odore tipico di uova marce.
Reazioni simili vengono utilizzate nella produzione di composti commercialmente utili, incluso il composto di stronzio più utile, il carbonato di stronzio: una miscela di solfuro di stronzio con anidride carbonica o carbonato di sodio porta alla formazione di un precipitato di carbonato di stronzio.
{\displaystyle {\ce {SrS\ +\ H2O\ +\ CO2->SrCO3\ +\ H2S}}}
{\displaystyle {\ce {SrS\ +\ Na2CO3->SrCO3\ +\ Na2S}}}
Anche il nitrato di stronzio può essere preparato in questo modo.